# 山口県歯科医師会
公益社団法人山口県歯科医師会（やまぐちけんしかいしかい 英称 Yamaguchi Dental Association）は、山口県知事所管の山口県の歯科医師を会員とする公益法人。

## 本部所在地
- 〒753-0814 山口県山口市吉敷下東1-4-1

## 郡市歯科医師会
- 大島郡歯科医師会
- 岩国歯科医師会
- 玖珂歯科医師会
- 柳井市歯科医師会
- 熊毛郡歯科医師会
- 光市歯科医師会
- 下松市歯科医師会
- 徳山歯科医師会
- 防府歯科医師会
- 山口市歯科医師会
- 吉南歯科医師会
- 宇部歯科医師会
- 小野田歯科医師会
- 厚狭歯科医師会
- 美祢歯科医師会
- 萩市歯科医師会
- 阿武歯科医師会
- 長門歯科医師会
- 下関市歯科医師会